# Flaming Schoolgirls
Flaming Schoolgirls è una raccolta del gruppo musicale statunitense The Runaways con la cantante Cherie Currie, pubblicata nel 1980.

## Descrizione
Si tratta una raccolta di materiale irrealizzato, e include alcune tracce demo tratte delle sessioni del disco Queens of Noise, alcuni brani scartati dal live album Live in Japan del 1977 e due incisioni demo di Cherie Currie.

## Tracce
1. Intro (live) 0:21
2. Strawberry Fields Forever (John Lennon, Paul McCartney) 3:20 (demo, The Beatles Cover)
3. C'mon (Joan Jett) 3:57
4. Hollywood Cruisin' (Kim Fowley, Jackie Fox, J. Jett) 2:39 (versione alternativa del brano "Hollywood")
5. Blackmail (live) (K. Fowley, J. Jett) 3:54
6. Is It Day or Night? (live) (K. Fowley) 2:38
7. Here Comes the Sun (George Harrison) 3:01 (demo, The Beatles Cover)
8. Hollywood Dream (K. Fowley, Steven T.) 3:54
9. Don't Abuse Me (J. Jett) 3:25
10. I Love Playin' With Fire (live) (J. Jett) 4:07
11. Secrets (live) (Cherie Currie, K. Fowley, Kari Krome, Sandy West) 3:31

## Formazione
- Joan Jett - voce, chitarra
- Cherie Currie - voce, tastiere
- Lita Ford - chitarra solista, cori
- Jackie Fox - basso, cori
- Sandy West - batteria, cori